# Saint-Fulgent-des-Ormes
Saint-Fulgent-des-Ormes is een gemeente in het Franse departement Orne (regio Normandië) en telt 158 inwoners (1999). De plaats maakt deel uit van het arrondissement Mortagne-au-Perche.

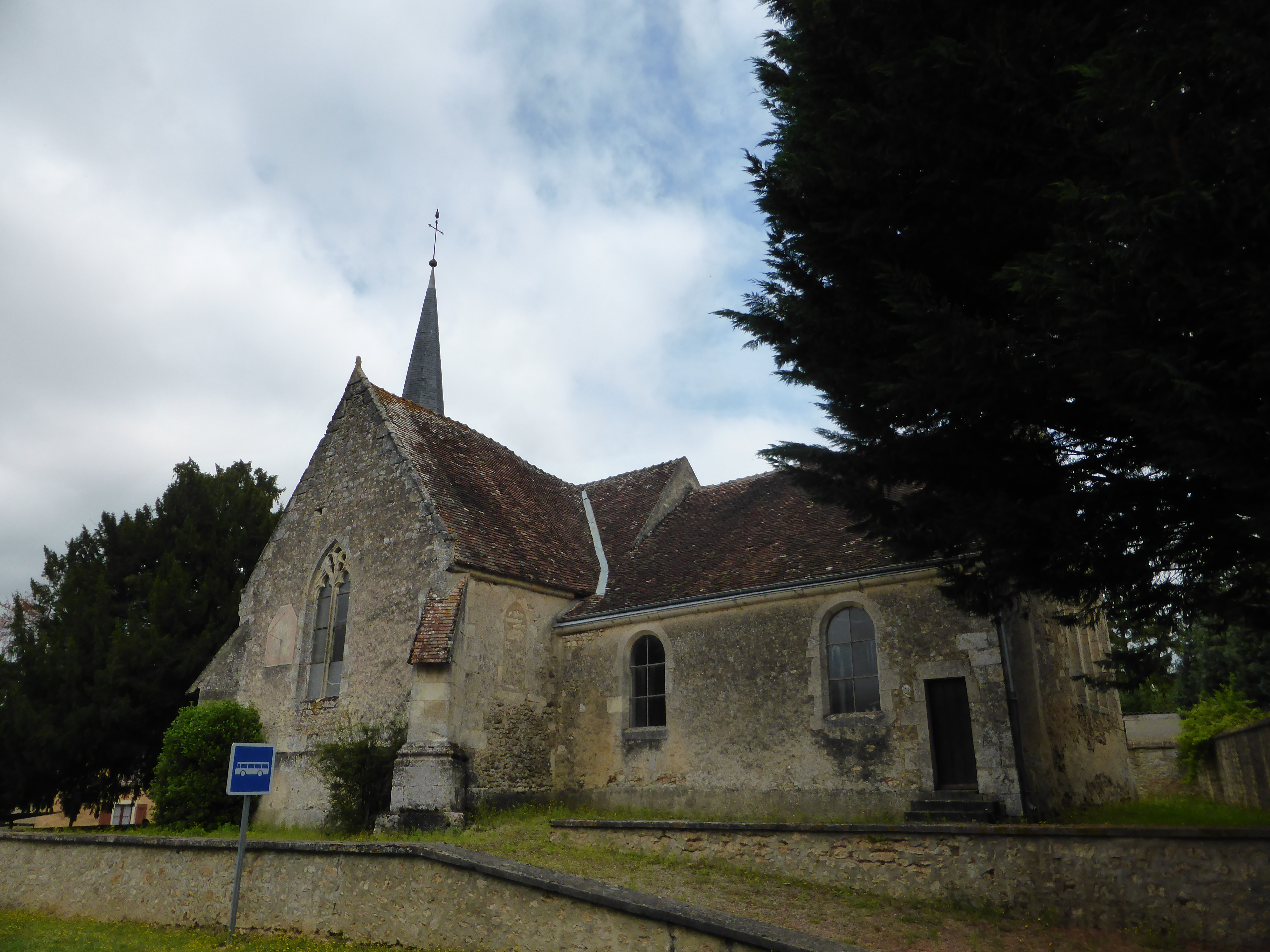
Kerk van Saint-Fulgent-des-Ormes
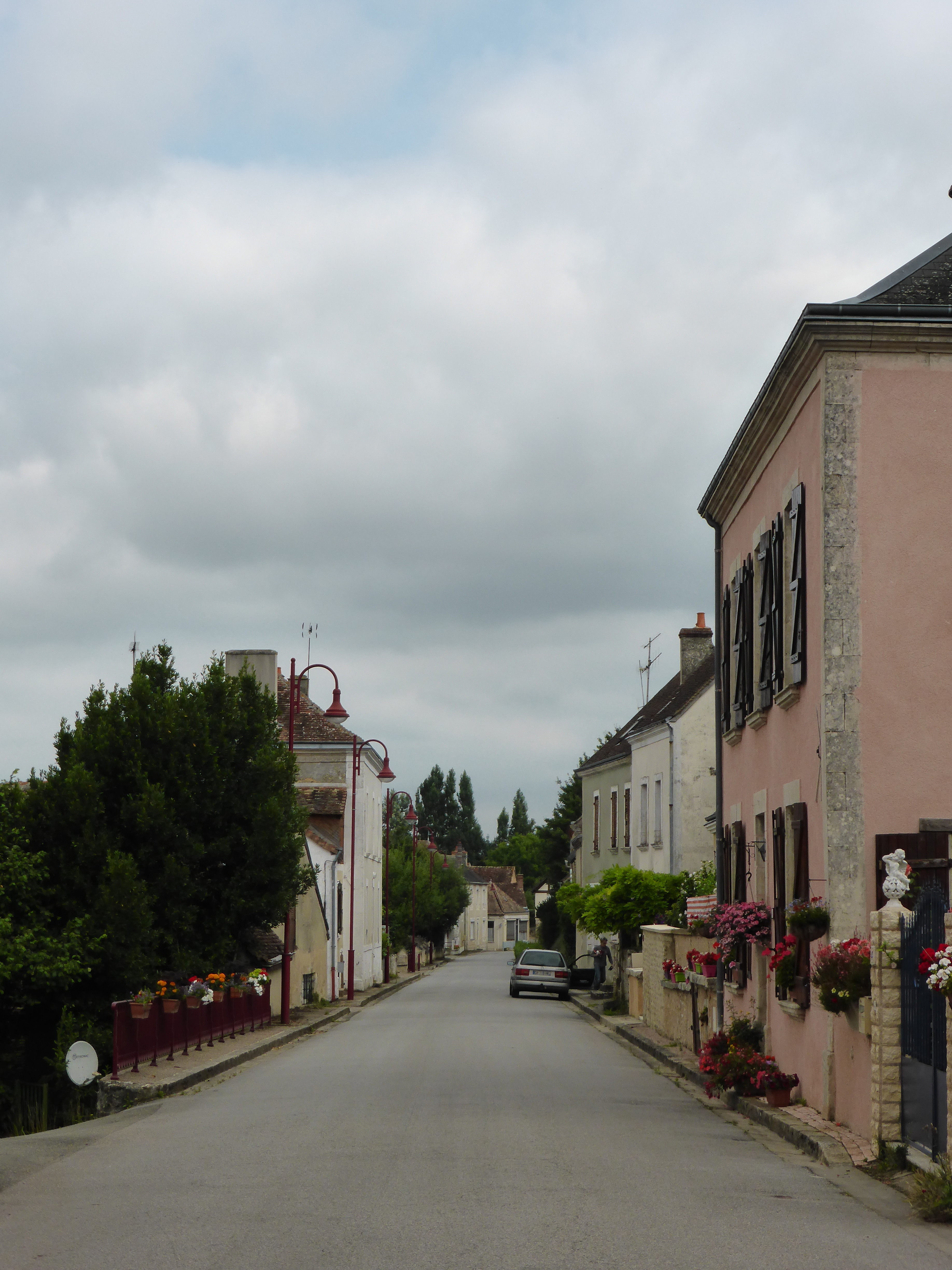
Centrum van Saint-Fulgent-des-Ormes

## Geografie
De oppervlakte van Saint-Fulgent-des-Ormes bedraagt 8,4 km², de bevolkingsdichtheid is 18,8 inwoners per km².
De onderstaande kaart toont de ligging van Saint-Fulgent-des-Ormes met de belangrijkste infrastructuur en aangrenzende gemeenten.

## Demografie
Onderstaande figuur toont het verloop van het inwonertal (bron: INSEE-tellingen).